# François-Xavier Nguyễn Văn Thuận
François-Xavier Nguyễn Văn Thuận (Huế, 17 aprile 1928 – Roma, 16 settembre 2002) è stato un cardinale e arcivescovo cattolico vietnamita. Nel 2017 è stato dichiarato venerabile da papa Francesco.

## Biografia
Nacque a Huế il 17 aprile 1928 e fu ordinato sacerdote l'11 giugno 1953. Apparteneva alla stessa famiglia, di antica tradizione cattolica, del presidente sud-vietnamita Ngô Đình Diệm e dell'arcivescovo Pierre Martin Ngô Đình Thục, fratello di quest'ultimo.
Nominato vescovo di Nha Trang il 13 aprile 1967, nel 1975 fu nominato arcivescovo coadiutore di Saigon; due giorni dopo fu arrestato dalla polizia. Trascorse 13 anni in prigione, di cui nove in isolamento. Venne liberato il 21 novembre 1988, giorno nel quale la Chiesa cattolica celebra la festa della Presentazione al Tempio della Beata Vergine Maria; proprio per questa coincidenza di data disse: «La Madonna mi libera».
Nel 1998 papa Giovanni Paolo II lo nominò presidente del Pontificio Consiglio della Giustizia e della Pace.
Fu incaricato, sempre da Giovanni Paolo II, di tenere gli esercizi spirituali per la quaresima del 2000 per tutta la curia romana.
Papa Giovanni Paolo II lo elevò al rango di cardinale nel concistoro del 21 febbraio 2001, quarto porporato vietnamita della storia.
Morì alle 6 del 16 settembre 2002 all'età di 74 anni per un carcinoma del colon-retto. In tale occasione papa Giovanni Paolo II ne scrisse: «Lascia il ricordo indelebile di una vita spesa nell'adesione coerente ed eroica alla propria vocazione».
Le esequie si sono tenute il 20 settembre alle ore 17.30 all'Altare della Confessione della Basilica di San Pietro. La liturgia esequiale è stata presieduta da papa Giovanni Paolo II, che ha tenuto l'omelia e il rito dell'ultima commendatio e della valedictio. La liturgia eucaristica è stata celebrata dal cardinale Angelo Sodano, segretario di Stato.
Il 6 giugno 2012 le sue spoglie mortali sono state traslate, con solenne cerimonia presieduta dal cardinale Peter Kodwo Appiah Turkson, dalla tomba sita nel Cimitero del Verano ad una appositamente costituita presso la diaconia di Santa Maria della Scala, di cui era stato titolare.

### Il processo di beatificazione
Il 22 ottobre 2010 si è aperta la fase diocesana del processo di beatificazione del porporato nel Palazzo Lateranense. Il postulatore della sua causa di beatificazione è il dott. Waldery Hilgeman.
L'apertura di tale procedimento è risultata sgradita al governo vietnamita proprio per le condanne inflitte dallo Stato al porporato. In tale ottica, il Vietnam ha impedito ad un suo concittadino, critico letterario ed ex funzionario che aveva testimoniato all'inchiesta canonica, di lasciare il paese per partecipare alla cerimonia di chiusura dell'inchiesta diocesana nel processo di beatificazione a Roma.
Il 5 luglio 2013 è terminata la fase diocesana della causa di beatificazione. Durante la funzione, il cardinale Agostino Vallini ha definito Nguyễn Văn Thuận «un autentico campione del Vangelo vissuto».
Il 4 maggio 2017 la Congregazione delle cause dei santi ne ha riconosciuto le virtù eroiche, dichiarandolo venerabile.

## Opere

### In italiano
- Il cammino della speranza. Testimoniare con gioia l'appartenenza a Cristo, Roma, Città Nuova, 1992, ISBN 88-311-4377-8; ed. 2010: ISBN 978-88-311-4377-6.
- Cinque pani e due pesci. Dalla sofferenza del carcere una gioiosa testimonianza di fede, Cinisello Balsamo, San Paolo Edizioni, 1997, ISBN 88-215-3512-6.
- La speranza non delude. Alla luce della Scrittura e del Concilio, Roma, Città Nuova, 1997, ISBN 88-311-4396-4.
- Preghiere di speranza. Tredici anni in carcere, Cinisello Balsamo, San Paolo Edizioni, 1997, ISBN 88-215-3504-5.
- Testimoni della speranza. Esercizi spirituali tenuti alla presenza di S.S. Giovanni Paolo II, Cappella "Redemptoris Mater", 12-18 marzo 2000, Roma, Città Nuova, 2000, ISBN 88-311-4238-0.
- Spera in Dio! 100 pagine di F.-X. Nguyên Thuân, a cura di Lucia Velardi, Roma, Città Nuova, 2008, ISBN 978-88-311-4571-8.
- Vivere le virtù alla luce della Scrittura e del Concilio Vaticano II, Roma, Città Nuova, 2012, ISBN 978-88-311-4439-1.
- Dieci A da ricordare nella vita. Un itinerario di meditazione e di preghiera, Roma, Città Nuova, 2013, ISBN 978-88-311-6539-6.
- La gioia di vivere la fede, a cura del Pontificio Consiglio della Giustizia e della Pace, Città del Vaticano, Libreria Editrice Vaticana, 2013, ISBN 978-88-209-9114-2.
- Lettere pastorali sulle orme del Concilio Vaticano II, a cura del Pontificio Consiglio della Giustizia e della Pace, Città del Vaticano, Libreria Editrice Vaticana, 2013, ISBN 978-88-209-9105-0.

## Genealogia episcopale
La genealogia episcopale è:
- Cardinale Scipione Rebiba
- Cardinale Giulio Antonio Santori
- Cardinale Girolamo Bernerio, O.P.
- Arcivescovo Galeazzo Sanvitale
- Cardinale Ludovico Ludovisi
- Cardinale Luigi Caetani
- Cardinale Ulderico Carpegna
- Cardinale Paluzzo Paluzzi Altieri degli Albertoni
- Papa Benedetto XIII
- Papa Benedetto XIV
- Papa Clemente XIII
- Cardinale Marcantonio Colonna
- Cardinale Giacinto Sigismondo Gerdil, B.
- Cardinale Giulio Maria della Somaglia
- Cardinale Carlo Odescalchi, S.I.
- Cardinale Costantino Patrizi Naro
- Cardinale Lucido Maria Parocchi
- Papa Pio X
- Papa Benedetto XV
- Papa Pio XII
- Cardinale Eugène Tisserant
- Papa Paolo VI
- Arcivescovo Angelo Palmas
- Cardinale François-Xavier Nguyễn Văn Thuận